# Jessica Chaffin
Jessica Chaffin, född i Newton, Massachusetts, USA, är en amerikansk skådespelerska. Hon är mest känd för sin roll som Coco Wexler i Nickelodeons populära tv-serie Zoey 101.